# Botricello
Botricello ist eine italienische Gemeinde mit 4984 Einwohnern (Stand 31. Dezember 2023) in der Provinz Catanzaro, Region Kalabrien.
Das Gebiet der Gemeinde liegt auf einer Höhe von 19 m über dem Meeresspiegel und umfasst eine Fläche von 15,2 km². Die Nachbargemeinden sind Andali, Belcastro und Cropani. Botricello liegt 33 km von Catanzaro am Ionischen Meer.
Botricello war bis 1957 ein Ortsteil von Andali. Der wichtigste Wirtschaftszweig ist der Tourismus.